# Darren van Bekkum
Darren van Bekkum (* 20. März 2002 in Amersfoort) ist ein niederländischer Radrennfahrer.

## Sportlicher Werdegang
Als Junior international ohne internationale Ergebnisse, wurde van Bekkum zur Saison 2021 mit dem Wechsel in die U23 Mitglied im Jumbo-Visma Development Team. In den ersten beiden Jahren gelangen ihm keine nennenswerten Ergebnisse, erst 2023 stand er erstmals auf dem Podium eines Rennens. Seine ersten Siege bei einem internationalen Rennen erzielte er bei der Ronde de l’Isard 2024, bei der er die Bergankunft der vierten Etappe gewann und damit auch den Grundstein für den Gewinn der Gesamtwertung legte.
Zur Saison 2025 erhielt van Bekkum einen Vertrag beim UCI WorldTeam Astana. 

## Erfolge
2022
- Mannschaftszeitfahren Ronde de l’Isard

2024
- Gesamtwertung, eine Etappe und Bergwertung Ronde de l’Isard
- Bergwertung Istrian Spring Trophy